# Ján Mudroň
Ján Mudroň (12. ledna 1866 Turčiansky Sv. Martin – 19. nebo 29. března 1926 Turčiansky Sv. Martin) byl slovenský a československý politik a meziválečný senátor Národního shromáždění ČSR za Slovenskou ľudovou stranu (od roku 1925 Hlinkova slovenská ľudová strana).

## Biografie
Byl potomkem slovenského národního aktivisty Pavla Mudroně. Studoval na českém gymnáziu v Přerově, kde ho učil profesor Čulík, Slovák působící v Přerově pro slovenské studenty. Pak s Čulíkem odešel na evangelické lyceum v Prešpurku a maturitu složil na gymnáziu v Debrecínu. Právo studoval na vysokých školách v Budapešti a Kluži. V roce 1894 složil advokátské zkoušky. Působil pak jako advokát na různých místech (Trnava, Turčianský Svätý Martin). Angažoval se v slovenském národním hnutí, byl členem Slovenské národní strany. Byl za své názory stíhán. V roce 1903 byl vězněn ve Váci. Obhajoval Slováky v politických procesech.
V parlamentních volbách v roce 1920 získal senátorské křeslo v Národním shromáždění. Zvolen byl na společné kandidátce Slovenské ľudové strany a celostátní Československé strany lidové. V roce 1921 ovšem slovenští poslanci vystoupili ze společného poslaneckého klubu a nadále již fungovali jako samostatná politická formace. V senátu zasedal do roku 1925. Profesí byl advokátem v Turčianském Svätém Martinu.
Zemřel v březnu 1926. Některé zdroje uvádějí, že zemřel 19. března, ale dobový tisk přinesl zprávu o úmrtí až 30. března a v jednom soudobém nekrologu se výslovně uvádí, že zemřel v pondělí před 31. březnem.